# ناحیه الماء الأبیض
ناحیه الماء الأبیض (به عربی: دائرة الماء الأبیض) یک ناحیه در الجزایر است که در استان تبسه واقع شده‌است.